# エンブリオ (小説)
『エンブリオ』は帚木蓬生による日本の小説。
エンブリオとは出産まで母体に入っている赤ん坊のこと。ヒトの場合、受精後、8週間以降を胎児と呼ぶが、本作では8週以降の胎児も"エンブリオ"と呼ばれている。
単行本が2002年に集英社から、文庫本が2005年に集英社文庫から刊行された。著者の作品の中では、『臓器農場』『受精』に続き、3作目の生命倫理を扱った作品。2008年8月に発売された『インターセックス』も、本作と同じくサンビーチ病院を舞台としている。

## あらすじ
産婦人科医・岸川卓也は、人柄が良く、患者に親身に接するいい医師と評判だった。
だが裏では、人工中絶された胎児の臓器を培養させ凍結保存させ、移植が必要になった子どもに使用したり、病気治療のために胎児を中絶させ、その脳組織を使ったりと、露見すれば非難を免れない「異常な医療行為」に手を染めていた。そして、彼が目下最も熱心に研究しているのが、男性の妊娠だった。ホームレスの男性の腹腔内に受精卵を着床させ、病院で研究を続けている人工子宮での成育が可能になるまで観察を続けていた。
法の盲点をついて、生命倫理を無視した行いに走る岸川は、モナコで開かれた学会で"男性の妊娠"の研究を発表し、一躍注目の的となる。だが、それに目を付けたアメリカの大企業が、研究技術を入手しようと企む。

## 登場人物

### サンビーチ病院
岸川 卓也（きしかわ たくや）
サンビーチ病院院長。産婦人科医。体外受精を望む夫婦で、どうしても夫の精子が採取できない時には自らドナーを買って出ているが、そのことはスタッフは知らず、これまでに200例以上のカップルが岸川の遺伝子を持った子どもをもうけている。産婦人科医会には所属していないため、「会の規則に従う義務がない」といのが持論。
大学の獣医学部3年の時に、父親から自分が人工受精で生まれたことを告白され、医学部へ学士入学した。
高原（たかはら）
サンビーチ病院事務長。元・銀行員。病院の利益ばかりを追従せず、職員のことのみならず患者のことも真に考える良人物。ブラワーとロビンソンに不信感を持つ。
柴木 吾郎（しばき ごろう）
院長専属の運転手。実家が植木屋で、自身も20歳過ぎまで植木職人として働いていた。病院の植木の手入れも任されている。岸川と知り合い、ギャンブルから足を洗って病院に勤めるようになる。
峯（みね）
サンビーチ病院病理部長。
崎田（さきた）
病理部の医師。臍帯穿刺して得たロビンソンの胎児の血液検査を行い、ブラワーとの親子鑑定を行う。
鶴 元喜（つる もとき）
サンビーチ病院医師。ファーム長。エンブリオロジスト。生物学に強い。
津古（つこ）
小児科部長。
沢（さわ）
脳外科部長。
塚田（つかだ）
ファーム次長。工学面に強い。
宮下（みやした）
小児外科部長。

### 患者
井上 幸三（いのうえ こうぞう）
特別室に入院している患者。病院にとって有力なパトロン。パーキンソン病治療のため、理香が妊娠した胎児を人為的に流産させ、その脳の黒質を自分の脳に注入し、病の進行を止めると同時に徐々に回復していく。
水木 理香（みずき りか）
井上の年の離れた恋人。中学・高校時代はどうしようもなく荒れていたが、井上と出会いまともになった。井上の子どもを妊娠するが、彼の病気治療のために中絶する。中絶時に産声を聞いてしまい、しばらくは悲しむが、井上の回復を目の当たりにし、立ち直っていき、次は本当に子どもを産みたいと意欲を見せるようになる。
兼頭（かねとう）
ホームレス。“男性の妊娠”の被験者。本人には腹部の腫瘍の検査と説明してある。ホームレス仲間と喧嘩をして、流産してしまうが、臓器は培養・凍結保存された。
武藤 直子（むとう なおこ）
閉塞性無精子症の夫との間に、顕微受精で一子をもうける。夫がすい臓癌で急死、その1年後に息子が事故死と、相次いで家族を亡くす。子どもの一周忌に岸川が、顕微受精時に分割し凍結保存してあった受精卵での新たな受精を持ちかけ、熟考の末に、依頼する。今まで訪れた患者の中で一番美人と、職員の間で噂になったほどの美貌の持ち主。
下山 修（しもやま おさむ）
ホームレス。37歳。兼頭の次の被験者。本人には、胆石の除去手術と言ってある。
味坂 市郎（あじさか いちろう）
ガルフホテルオーナーの長男。妻との間に4人の娘がいるが、男の子が欲しいということで岸川に男女産み分けの依頼をする。
西島夫妻（にしじま）
共に20代後半。妻は3人目を妊娠中。培養していた心臓を移植をした5歳の長男・剛志の具合が芳しくなく、再手術が必要になる。担当医の宮下が妊娠中の胎児の心臓を移植する方法もあることを持ちかけ、夫は当初反対したが、移植を決断する。
三沢夫妻（みさわ）
夫が乏精子症、妻がターナー症候群で、卵巣発育不全。“2人の子ども”にこだわり、不妊治療を受け続けてきたが、効果はなく、岸川に説得されて、第三者の卵子を使うことに同意した。実際はK-2を移植された。
横隈夫妻（よこぐま）
43歳の税理士の夫が無精子症、40歳の妻は早発卵巣機能不全。サンビーチ病院に来るまで、10年間不妊治療を受け、顕微受精を50回ほど、人工受精を100回ほど受けたが、成功には至らなかった。K-13を移植される。
ヘレン・スコット
35歳。夫・スチーヴンは領事館の領事。結婚して8年、子宝に恵まれず、卵巣癌と診断される。卵巣摘出と放射線治療の話を聞かされ、自然妊娠の希望を失うが、松崎の秘書からサンビーチ病院の噂を聞き来院。癌に冒されていない方の卵巣から卵子を取り出し凍結保存し、後に体外受精を行う。
カーク・C・ブラワー
75歳、アメリカ人男性。パーキンソン病。ザポールに受け入れを頼まれる。
ジェーン・ロビンソン
ブラワーと結婚予定の女性。29歳。妊娠中。
朝倉 麻里（あさくら まり）
加代の劇団の後輩女優。妊娠してしまい、中絶を決断する。どうせなら役立てて欲しいということで、サンビーチ病院を来院。
姓名不明
直子の紹介で来院。不妊治療歴4年。妻は小学校教師、夫は高校教諭。
姓名不明
直子の紹介で来院。48歳。妻は市役所の健康増進課課長、夫は3歳年下で県庁の係長。夫婦共に不妊治療歴20年。夫は造精能力に問題はないが逆行性射精（射精時に精子が尿道口から体外に放出されず、膀胱の方に放出される疾患）があり、妻は多発性卵巣嚢腫。

### その他
津村 春奈（つむら はるな）
女優。40代半ば。10年前、岸川がまだ大学病院の医師だった頃、患者として知り合い、完治後、親密になっていった。病院のプライベートビーチで死亡する。
児島 加代（こじま かよ）
春奈の劇団の後輩女優。2カ月に一度、岸川の元で、胎盤エキスで作った特製の美白剤によるトリートメントを受けている。
久保田（くぼた）
サンビーチ病院から徒歩15分のところにあるガルフホテルの支配人。
フィリップ・ヴァリエ
岸川のパリ留学時代の友人。既婚者で子どもが2人いる。
ウィリアムズ・ザポール
リプロテック・アメリカの技術顧問。かつて、人工胎盤の研究をしており、岸川もその論文を読んでいた。国際学会で耳にした岸川の研究に注目し、サンビーチ病院とリプロテックとの提携を持ちかける。
ジョン・シェフナー
リプロテック・アメリカの筆頭株主。
松崎（まつざき）
井上と懇意にしている、サンビーチ病院がある地元の代議士。

## 用語
サンビーチ病院
地上6階、地下2階、ベッド数120、ホテル並みの贅沢な施設。病院下のプライベートビーチは、患者も病院職員もいつでも利用できる。
ファーム
サンビーチ病院の地下2階にある研究施設。人工子宮の研究、胎児の臓器の培養・凍結保存などが行われている。エンブリオロジスト6名と院長の岸川以外は原則的に出入りできない。
M-1
兼頭が流産したエンブリオの識別番号。臓器は培養される。卵子は胎児由来のもの、精子は岸川のもの。
エリカ
10代の少女が人工中絶した胎児を人工子宮で育て、不妊治療が成功しない夫婦に養子に出された。
K-2
卵子は水木理香が堕胎した胎児由来のもの、精子は岸川のもの。
K-13
卵子は死んだ春奈のもの、精子は岸川のもの。下山に着床される。K-2と共に不妊カップルに移植される。
リプロテック・アメリカ
アメリカ合衆国全土に不妊クリニックを展開する、フランチャイズ企業。